# Válur
Válur (dánul: Vålen) település Feröer Streymoy nevű szigetén. Közigazgatásilag Kvívík községhez tartozik.

## Földrajz
A sziget nyugati partján fekszik, Vestmannától keletre, de gyakorlatilag vele egybeépülve.

## Népesség
| Év          | Lakosság |
| ----------- | -------- |
| 1986.01.01. | 54       |
| 1991.01.01. | 55       |
| 1996.01.01. | 57       |
| 2001.01.01. | 51       |
| 2006.01.01. | 55       |

## Közlekedés
A Vestmanna és Tórshavn közötti út mentén fekszik. A települést érinti a 100-as buszjárat.

### Külső hivatkozások
- Válur, fallingrain.com (angol)